# Feit–Thompsons sats
Feit–Thompsons sats är, inom matematiken, en sats som säger att varje ändlig grupp av udda ordning är lösbar. Satsen bevisades av Walter Feit och John Griggs Thompson (1962, 1963).